# Alan Mills
Alan Ronald Mills (Stretford, 6 novembre 1935 – Stretford, 18 gennaio 2024) è stato un tennista e giudice di tennis britannico.

## Biografia
Sposatosi con la tennistavolista Jill Rook nel 1960, venne soprannominato Rain Man per la sua abitudine di interrompere gli incontri in caso di pioggia.

## Carriera
Fece il suo esordio a Wimbledon nel 1955, presentandosi nel torneo londinese per le successive diciassette edizioni. In singolare raggiunse in due occasioni il quarto turno: nel 1959 sconfitto da Rod Laver e nel 1962 da Rafael Osuna.
Collezionò una semifinale nel doppio maschile insieme a Mark Cox nel 1966 e i quarti di finale nel doppio misto in coppia con Rita Bentley.
Esordì con la squadra britannica di Coppa Davis nel 1959 e, grazie al successo per 6-0, 6-0, 6-0 su Joseph Offenheim, stabilì il record di meno giochi concessi in un debutto di Coppa Davis.
Terminata la carriera agonistica, rimase legato al torneo londinese e dal 1977 al 2005 fu arbitro supervisore dei Championships, venendo chiamato in campo per sedare controversie con il giudice di sedia come avvenuto nel 1978 con un giovane John McEnroe. In questo periodo era lui a decidere se interrompere un incontro per pioggia, da qui il soprannome di Rain Man.